# Шенгенська конвенція
Шенгенська конвенція організовує відкриття кордонів між європейськими країнами-підписантами. Для європейських громадян та членів їхніх сімей свобода пересування в межах Європейського Союзу також випливає з Директиви 2004/38/EC. Розмежована таким способом територія зазвичай називається «Шенгенською зоною», названою на честь люксембурзького села Шенген, розташованого на Мозелі, де 14 червня 1985 року було підписано угоду між п’ятьма зацікавленими державами. Вибір цього місця є символічним, оскільки це прикордонний трипункт між Люксембургом (тобто ширше Бенілюксом), Німеччиною та Францією (на берегах Мозеля). У той час як перша Шенгенська конвенція датується 1985 роком, Шенгенська зона була інституціоналізована в європейському масштабі Амстердамським договором від 2 жовтня 1997 року. Зараз Шенгенська зона складається з 26 держав-членів.
Лісабонський договір, підписаний 13 грудня 2007 року, змінює правові норми, що стосуються Шенгенської зони, посилюючи поняття «зони свободи, безпеки та справедливості». Це передбачає більшу співпрацю між поліцією та судами та має на меті об’єднати візову політику, політику надання притулку та імміграційну політику, зокрема шляхом заміни міжурядового методу на метод спільноти.
Країни-підписанти практикують спільну політику щодо віз і посилили контроль на кордонах країн за межами простору. Хоча теоретично в Шенгенській зоні більше немає контролю на внутрішніх кордонах, його можна запровадити на тимчасовій основі, якщо це виявиться необхідним для підтримки громадського порядку чи національної безпеки. Відтепер іноземні громадяни, які мають довгострокову візу однієї з країн-учасниць, можуть вільно пересуватися в межах зони.

## Історія

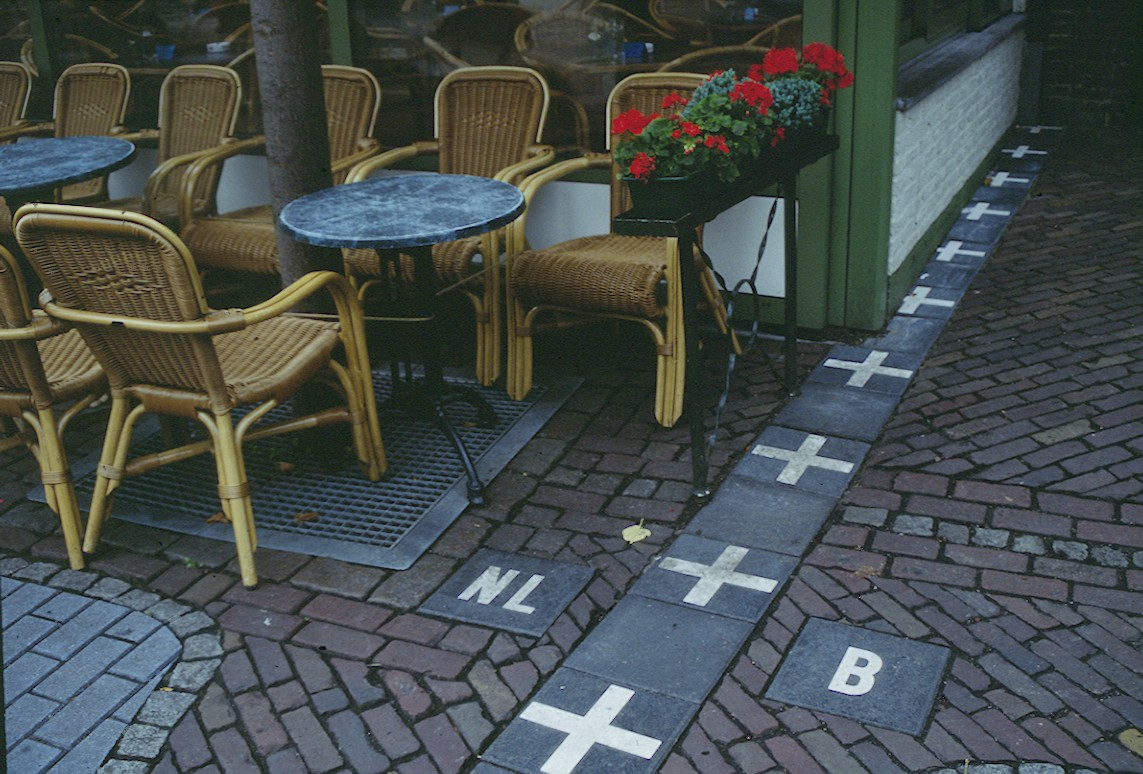
Шенгенський кордон між Бельгією та Нідерландами.

Після Шенгенської угоди, яка датується 1985 роком, Шенгенська конвенція буде підписана в 1990 році; вона набула чинності в 1995 році. У той час як в угоді 1985 року вони були меншістю, статті, що стосуються співпраці поліції, імміграції та надання притулку, зараз становлять більшість (100 із 142 статей). Конвенція закріплює концепцію «літаючої митниці», що дозволяє здійснювати митний контроль у будь-якій точці території, незалежно від того, чи це контроль товарів чи дозвіл на проживання (ст. 67 Митного кодексу Франції). Потім поняття «кордон» еволюціонує, виходячи за межі суворого географічного розуміння, стаючи мобільним, мінливим, залежним від сприйняття митників.
Конвенцію про імплементацію Шенгенської угоди ратифікували Німеччина, країни Бенілюксу (Бельгія, Нідерланди та Люксембург), Франція (19 червня 1990 р.), Італія (27 листопада 1990 р.), Іспанія, Португалія (25 червня 1991 р.). Угоди набувають чинності для семи країн з 26 березня 1995 року, але Франція просить тримісячний випробувальний термін, протягом якого вибіркові перевірки проводяться на сухопутних кордонах, а в аеропортах – скасовуються. Після хвилі нападів влітку 1995 року вона відновила весь контроль, апелюючи таким чином до ст. 2.2, яка передбачає таку можливість «протягом обмеженого періоду» і «коли цього вимагає громадський порядок або національна безпека». 26 березня 1996 року вона скасувала всі заходи контролю, за винятком кордонів з Бельгією та Люксембургом, через толерантність Нідерландів до деяких наркотиків. Це викликало догани з боку партнерів, і в 1996 році Шенгенська група більш точно визначила сферу застосування захисного положення (ст. 2.2).

### Розширення простору після розширення ЄС

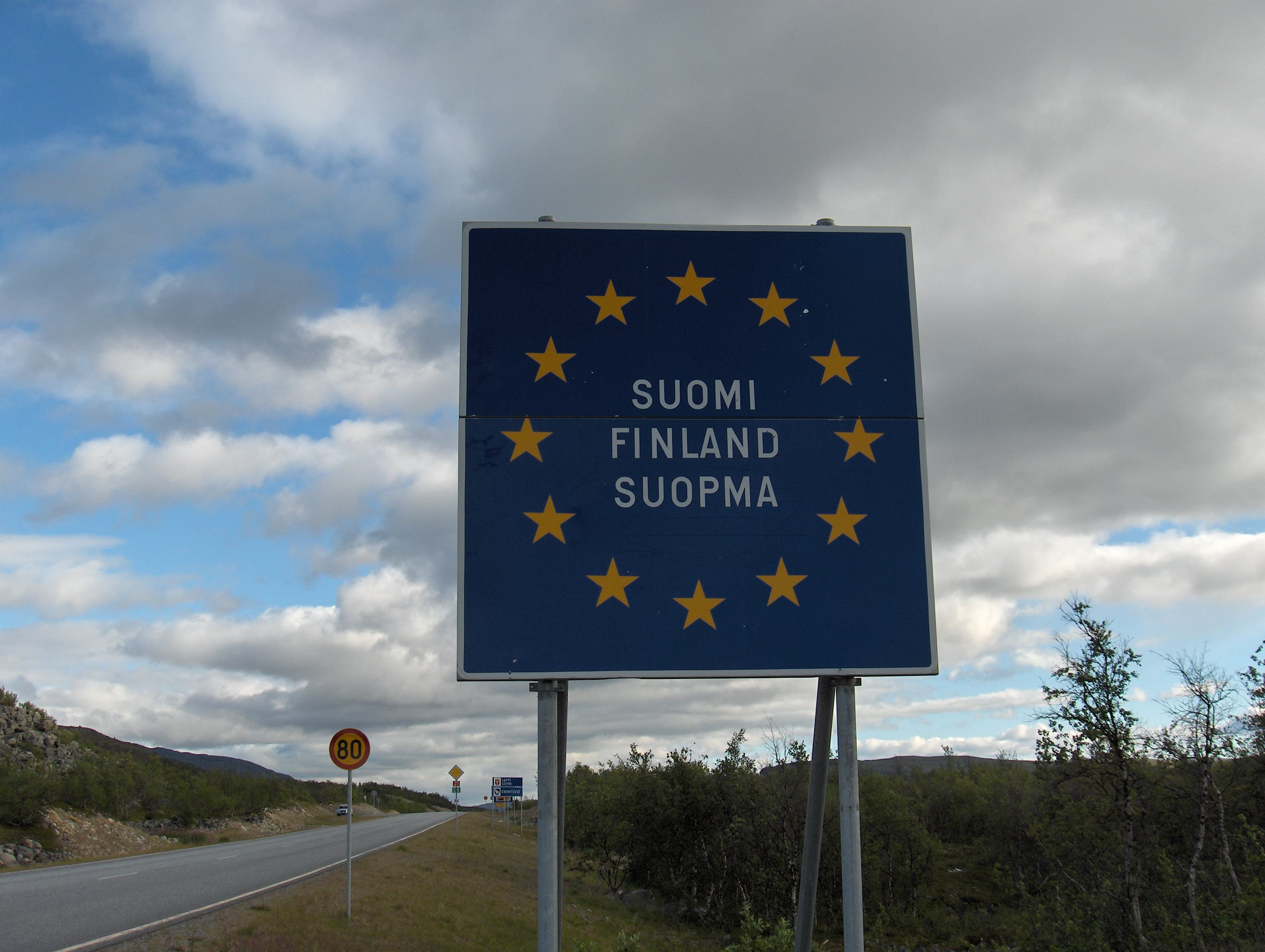
Тримовний знак (фінська, шведська та саамська), що позначає внутрішній кордон Шенгенської зони поблизу Кілпіс'ярві (Фінляндія).

Конвенцію також підписали Греція (6 листопада 1992 р.) та Австрія (28 квітня 1995 р.), потім Данія, Фінляндія, Швеція (а також Норвегія та Ісландія для врахування та збереження договору про вільне пересування між країнами Північної Європи) 19 грудня 1996 року.
Норвегія та Ісландія, які також є підписантами Дублінської конвенції, підписали угоду про співпрацю з державами Шенгенської угоди одночасно з угодою, підписаною з Данією, Фінляндією та Швецією: останні три, члени ЄС, уже мали режим вільного пересування. включаючи Норвегію та Ісландію, що називається Північним паспортним союзом.
Італія застосовує конвенцію з 1 липня 1997 р., Австрія та Греція застосовують її з 1 грудня 1997 р.; однак повне скасування перевірок осіб на внутрішніх повітряних і морських кордонах у Греції відбулося лише 26 березня 2000 року, тоді як Італія скасувала їх 26 жовтня 1997 року, а Австрія — 1 грудня 1997 року.
Амстердамський договір (1997) передбачає включення Шенгенської угоди до інших договорів Європейського Союзу. Однак Ірландія та Сполучене Королівство не підписали Шенгенської конвенції; але Лондон підписав Дублінську конвенцію про право на притулок. Дійсно, виникли труднощі щодо прикордонного контролю на Гібралтарі та співпраці з Іспанією. З іншого боку, питання, що стосуються свободи пересування між Британськими островами (включаючи Ірландію та Нормандські острови), наразі розглядаються та є предметом спеціальної угоди (відомої як Дублінський компроміс), спрямованої на збереження досягнень дві зони свободи, але перш за все для реалізації спільного механізму контролю, передбаченого Шенгенської системою і який може отримати вигоду від посиленої співпраці через обмін інформацією між підписантами Дублінського компромісу (як це було зроблено для збереження здобутків свободи рух між північними країнами). Ця система спочатку була запроваджена для боротьби з хуліганством (шляхом обміну повідомленнями про заборони, вжиті щодо певних людей), але тепер вона поширюється на запобігання незаконній торгівлі товарами, послугами чи людьми.

### Долучення Швейцарії та Ліхтенштейну
13 травня 2004 року переговори зі Швейцарією про її участь у Шенгенській зоні та Дублінській зоні були успішними. Винесений на референдум під час всенародного голосування 5 червня 2005 р. членство було схвалено 54,6% виборців. Отже, Швейцарія стає членом Шенгенської зони на тих самих умовах, що й інші країни, що не є членами Європейського Союзу, але є сторонами цієї угоди, Ісландія та Норвегія. Це членство набуло чинності, щойно всі країни-члени ратифікували угоду зі Швейцарією в лютому 2008 року. Потім процедуру оцінки було завершено в листопаді 2008 року. 12 грудня 2008 року опівночі Швейцарська Конфедерація приєдналася до Шенгенської зони. Однак товар продовжують перевіряти, оскільки Швейцарія не уклала митний союз з Євросоюзом.
Ліхтенштейн також стурбований тим, що з 1924 року Князівство об'єднано з митною територією Швейцарії та є її невід'ємною частиною. Крім того, 28 лютого 2008 року Ліхтенштейн також підписав угоду про свою офіційну інтеграцію до Шенгенської зони, яка була ратифікована 7 березня 2011 року. Після процесу оцінки у сферах захисту даних, співпраці поліції та Шенгенської інформаційної системи SIS/Sirene 18 грудня 2011 року було підтверджено приєднання Ліхтенштейну до Шенгенської зони.

## Члени та правозастосування
Для кожної держави-члена існує затримка між підписанням угоди (станням члена) та її впровадженням.

### Застосування
- 26 березня 1995: Німеччина, Бельгія, Франція (з обмеженнями до березня 1996), Люксембург, Нідерланди, Португалія та Іспанія.
- 26 жовтня 1997: Італія.
- 1 грудня 1997: Австрія.
- 8 грудня 1997: Греція. Остання країна застосовує угоду лише в аеропортах і портах (головним чином сполучення між Ігуменицею та різними італійськими портами), не маючи сухопутних кордонів з іншою державою, яка застосовує Шенгенські угоди. Крім того, ця країна не застосовує Шенгенської конвенції для громадян Республіки Македонія.
- 25 березня 2001: Данія, Фінляндія, Ісландія, Норвегія та Швеція.
- 21 грудня 2007: Естонія, Латвія, Литва, Польща, Чехія, Словаччина, Угорщина, Словенія та Мальта.
- 12 грудня 2008: Швейцарія.
- 19 грудня 2011: Ліхтенштейн.

Вісім держав Центральної та Східної Європи, які підписали 1 травня 2004 року разом з Мальтою, реалізували угоду з 21 грудня 2007 року щодо сухопутних і морських кордонів, а з 30 березня 2008 року щодо повітряних кордонів, Кіпр дотримувався відкладеного графіка. Швейцарія почала застосовувати угоду 12 грудня 2008 року після отримання зеленого світла від оціночної комісії. Офіційне рішення було ухвалене 27 листопада 2008 року.
Перед повним застосуванням Шенгенської угоди кожна нова країна повинна виконати певні умови в таких чотирьох сферах: повітряні кордони, візи, поліцейська співпраця та захист персональних даних. Цей процес оцінювання передбачає заповнення анкети державами-кандидатами та відвідування експертами ЄС вибраних установ і робочих місць у відповідних країнах.

## Супутні заходи

### Можливість відновлення кордонів
Стаття 2(2) дозволяє тимчасово відновити контроль над особами на її кордонах або в певних регіонах країни з міркувань громадського порядку чи безпеки.
Це використовувалося багато разів, на самітах Великої вісімки та в інших місцях, де збирається антиглобалістський рух (нещодавно на саміті НАТО у Страсбурзі та Келі у 2009 році), або навіть Німеччиною під час Чемпіонату світу з футболу 2006 року, щоб заборонити в'їзд на територію ймовірних хуліганів за списками, заздалегідь складеними поліцією.
Держави-члени можуть визначати на власний розсуд обсяг понять громадського порядку, громадської безпеки чи громадського здоров’я відповідно до свого законодавства та національного прецедентного права, але це не застосовується в контексті права Співтовариства. Однак угоди передбачають, що будь-який захід обмеження пересування, який вживається з міркувань порядку, безпеки чи громадського здоров’я, повинен відповідати Європейській конвенції з прав людини, підкорятися принципу пропорційності та мотивуватися реальною та досить серйозною загрозою, що впливає на основні інтерес країни. Ці обмеження можуть стосуватися лише окремих осіб, а не груп осіб, оскільки національність або походження мандрівника, працівника чи мігранта або місце його в’їзду до Шенгенської зони не можуть бути достатньою причиною для заборони йому пересуватися.
Управління міграційною кризою в Європі, зокрема, призвело до тимчасового відновлення кордонів. Так, зіткнувшись із напливом біженців, чисельність яких у 2015 році сягнула мільйона, Німеччина, незважаючи на підтримку політики прийому, першою відновила свій кордон з Австрією 13 вересня 2015 року.
За словами італійського політика Паоло Джентілоні, існує ризик того, що країни Європи прагнутимуть закрити свої кордони, що призведе до розвалу Шенгенської угоди. На думку Паскаля Лоро, президента Інституту Шуазель, Ангела Меркель, широко відчинивши двері Європи, несе відповідальність за хвилю протестів, що виникла в Центральній Європі, і за недовіру в інших країнах до бажання, яке вважається гегемоністським і має знищили те, що найкраще працювало в Європейському Союзі, а саме свободу пересування всюди без обмежень. Тимчасові обмеження свободи пересування стають постійними.
Однак слід пам’ятати, що Шенгенські угоди не стосуються вільного пересування (вільне пересування – це простір свободи, безпеки та справедливості). Шенгенські угоди стосуються заходів безпеки, вжитих для забезпечення вільного пересування, включаючи можливість відновлення кордонів під час кризи.

### Рішення про вступ
Негайний в’їзд до Шенгенської зони не означає згоду на цей в’їзд, оскільки рішення про заборону в’їзду до Шенгенської зони може бути прийнято та повідомлено відповідній особі протягом трьох місяців після її тимчасового в’їзду в Шенгенську зону; лише країна в'їзду може ухвалити рішення прийняти чи відмовити особі, і вона зберігає всі дані та звіти, що стосуються цієї особи, відповідно до національного законодавства. Проте інші країни-підписанти можуть повідомити про свою оцінку країні в’їзду, яка визначить, чи слід вводити попередження та повідомляти його в Шенгенської системи іншим країнам у зоні.
Крім того, у разі використання фальшивих документів під час в’їзду до Шенгенської зони (зокрема, у разі фальшивих декларацій про ресурси чи страхування, або фальшивих документів, що посвідчують особу), тимчасове рішення про пропуск особи може бути скасовано на невизначений термін, у відповідно до Європейської конвенції з прав людини та національного законодавства, але лише країною в’їзду, яка єдина може видалити попередження та скасувати дозвіл на в’їзд. На практиці це дозволяє уникнути створення кількох і суперечливих справ для однієї особи та конфліктів законодавства, які могли б затримати рішення про видворення через численні апеляції, і це спрощує апеляції щодо анулювання для відповідних осіб, зокрема, у боротьба з торгівлею людьми.
Для відвідувачів з-за меж ЄЕЗ в’їзний збір становить три місяці після першого в’їзду до Шенгенської зони, незалежно від кількості відвіданих країн. Після закінчення періоду перебування на території країни Шенгенської зони більше не дозволяється, і громадянин повинен повторно пройти нову процедуру в’їзду та бути в змозі довести, що він проживав за межами Шенгенської зони або ЄЕЗ протягом останні три місяці, щоб отримати дозвіл туди повернутися. Щоб підтвердити це, при виїзді з Шенгенської зони проставляється виїзна віза на бланку, який надається разом із паспортом під час в’їзду (однак відвідувач може надати достатній доказ проживання за межами зони будь-яким іншим способом, зокрема, підтвердженням в’їзду або виїзні візи в іншій країні або номінальний доказ цього виїзду з космосу).
Супровідні заходи, однак, дозволяють відвідувачу іноді уникнути певної кількості формальностей, зокрема зобов’язання щодо страхування допомоги при поверненні або медичної допомоги, якщо відвідувач перебуває лише в тимчасовому транзиті в міжнародному пункті обміну трафіком (порти, вокзали, аеропорти). тощо), де він може перебувати на законних підставах протягом обмеженого періоду часу. Якщо для того, щоб зробити пересадку, він повинен залишити міжнародну транзитну зону, він повинен з'явитися на диспетчерський пункт і вказати свою транзитну зону або зону призначення, наприклад, для листування з однієї станції на іншу. Як правило, ці трансфери мандрівників, які не є членами Шенгенської зони, здійснюються туроператорами, які надають владі списки мандрівників, для яких вони забезпечують перевезення з однієї транзитної зони в іншу.